# Rosegones

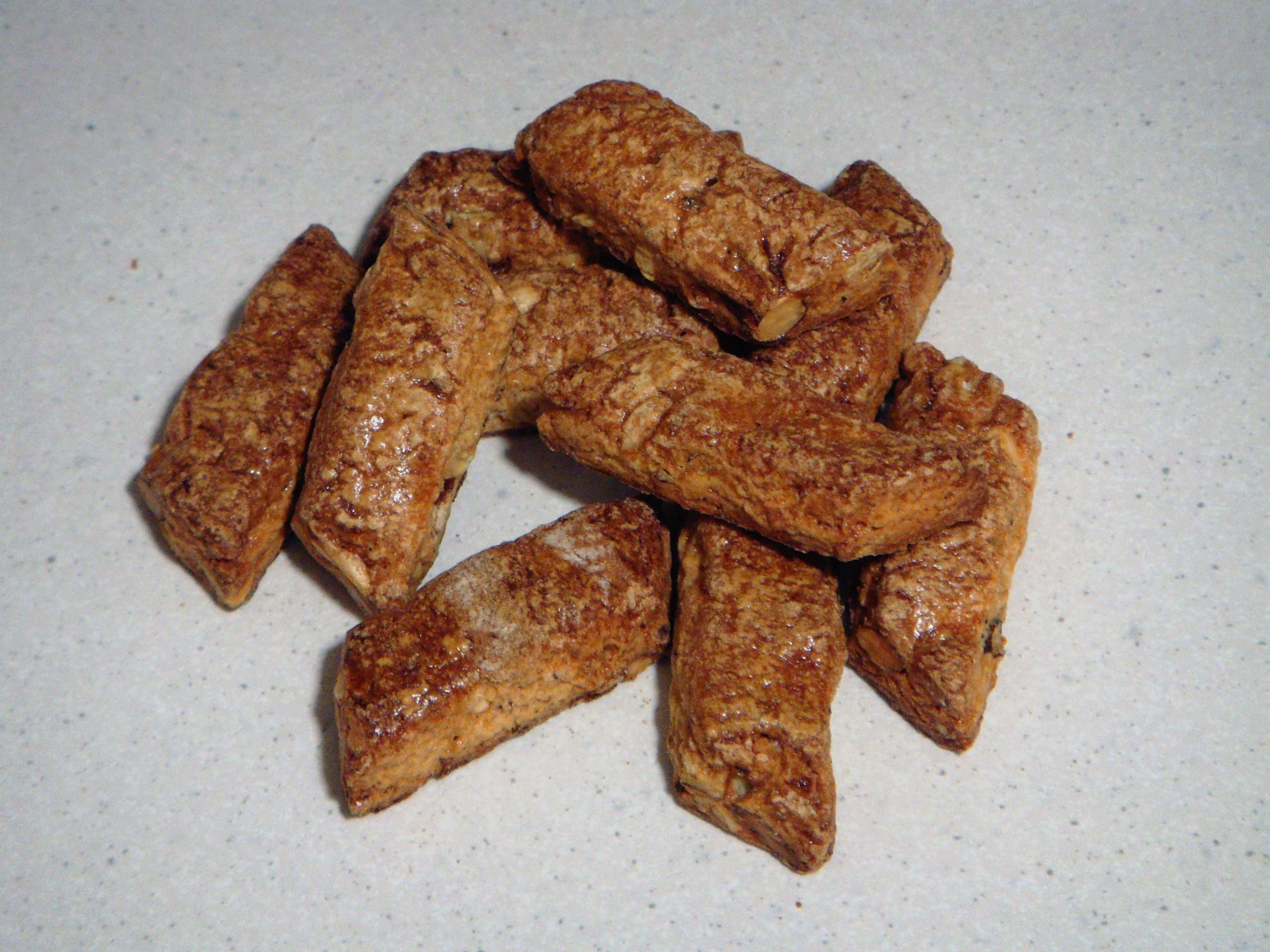
Rosegones

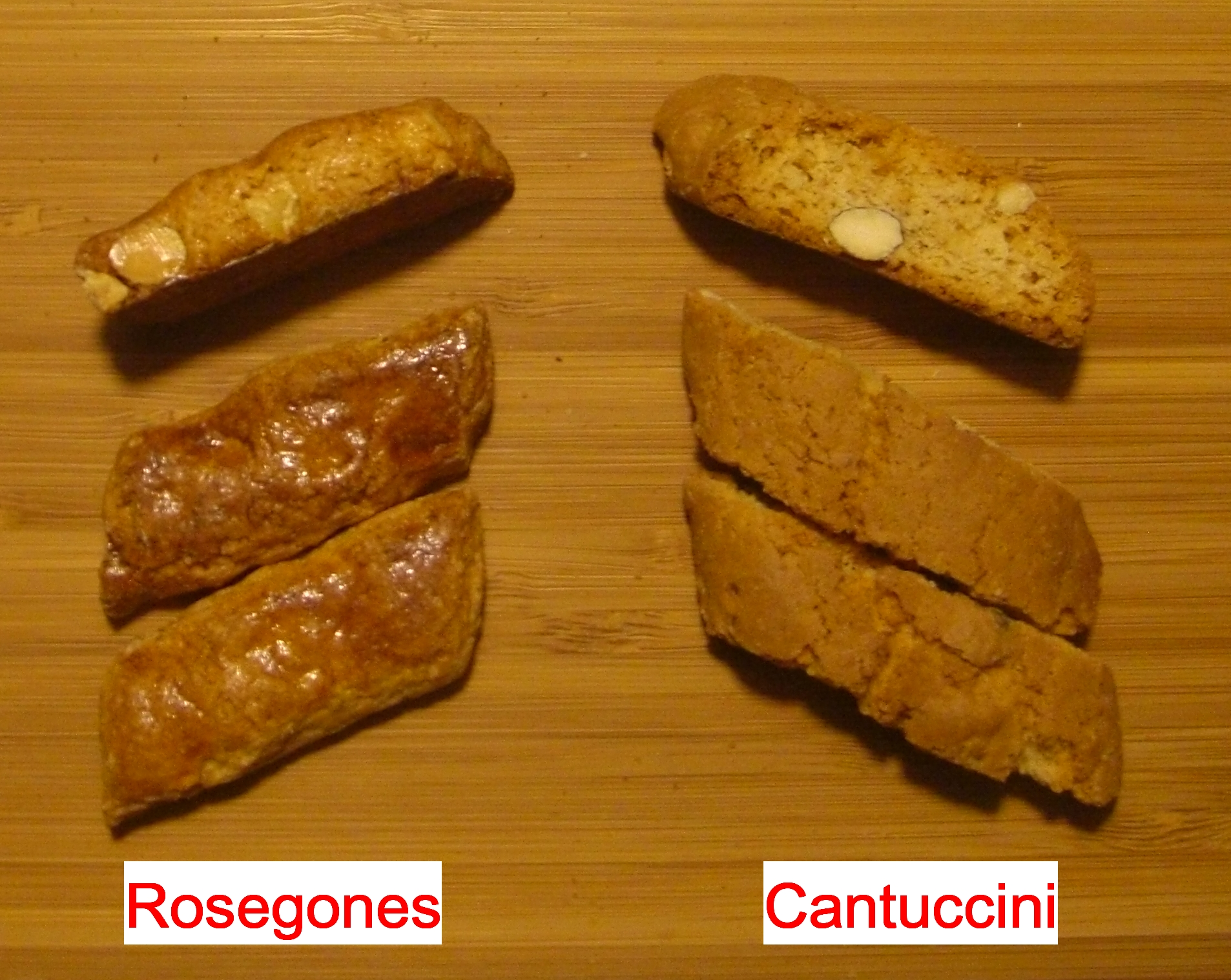
Vergleich einfach gebackener spanischer Rosegones mit zweifach gebackenen italienischen Cantuccini.

Rosegones oder Rosigones (Singular: rosigón) sind  traditionelle spanische hart gebackene Plätzchen mit Mandeln. In der Region Valencia nennt man sie rosegó de rosegar und in Kastilien roer.
Der Teig besteht aus Weizenmehl, Zucker, ungeschälten Mandelstücken, Eiern, Fett und Hefe, gelegentlich mit geriebener Zitronenschale. Dieser Teig wird in etwa 6 Zentimeter breite Streifen geformt, nach dem Gehen schräg in Scheiben von Fingerbreite geschnitten und knusprig gebacken. 
Das Gebäck ist lange haltbar und sieht ähnlich aus wie die katalanischen Carquiñoles und die toskanischen Cantuccini.